# 弓ヶ浜 (静岡県)
弓ヶ浜（ゆみがはま、Yumigahama Beach）は、日本の伊豆半島南部にある砂浜海岸。行政区画上は静岡県賀茂郡南伊豆町大字湊に位置し、相模灘に面している。この海岸は弓ヶ浜海岸とも呼称され、また海岸の位置する南伊豆町の湊地区および手石地区の通称としても「弓ヶ浜」という呼称が用いられる。その名の通り弓なりの形状になった砂浜で、海岸の全長は約1.2 km、砂浜の幅は約40 mである。
弓ヶ浜は青野川の河口から東側（左岸）に広がる浜で、盥岬（たらいみさき、座標）と弥陀岬（みだみさき、座標）に囲まれた入江（手石湾）の奥にある。南伊豆の海岸線は険しい崖が多く、弓ヶ浜はその中でも珍しい砂浜である。また伊豆半島では下田市の白浜海岸に並ぶ大規模な砂浜でもある。砂浜沿いにはクロマツの林があり、白い砂浜と青いマツ林による白砂青松の光景が形成されている。
「弓ヶ浜」の命名者は、2017年時点で南伊豆町観光協会長を務めていた南伊豆町湊の民宿「紺屋荘」の2代目主人・木下直美の祖父である木下幸雄と伝えられている。例年7月から8月下旬にかけて弓ヶ浜海水浴場が開設される（後述）。遠浅で波が穏やかであることから、子供連れの海水浴に適した海水浴場とされており、若者からの人気も高い。白砂青松の海岸と温泉で、南伊豆町の観光の中核を担っているが、周辺には源泉がないため、3 km離れた下賀茂温泉からパイプで引湯している。2002年時点で、弓ヶ浜海岸は下賀茂温泉と並ぶ南伊豆町の「二大観光拠点」とみなされている。南伊豆町では有数の観光地であることから、海水浴シーズンは周辺道路が混雑する。
一帯は国の名勝である伊豆西南海岸の「石廊崎海岸」に含まれており、また富士箱根伊豆国立公園第1種特別地域として保護されている。日本の渚百選、快水浴場百選、静岡のみずべ100選に選出されており、伊豆を代表する海水浴場、南伊豆町を代表する観光地として紹介されている。また日本の白砂青松100選にも選定されている。下田市の白浜海岸、河津町の今井浜とともに伊豆三大海水浴場、伊豆三大美浜の1つとして数えられる場合もある。静岡県による各海水浴場の水質調査の結果、弓ヶ浜の水質区分は2023年度（令和5年度）・2024年度（令和6年度）ともに最高の「AA」と判定されている。またAAランクのうち「極めて水質の良好な水浴場」として発表されたこともある。

## 地理

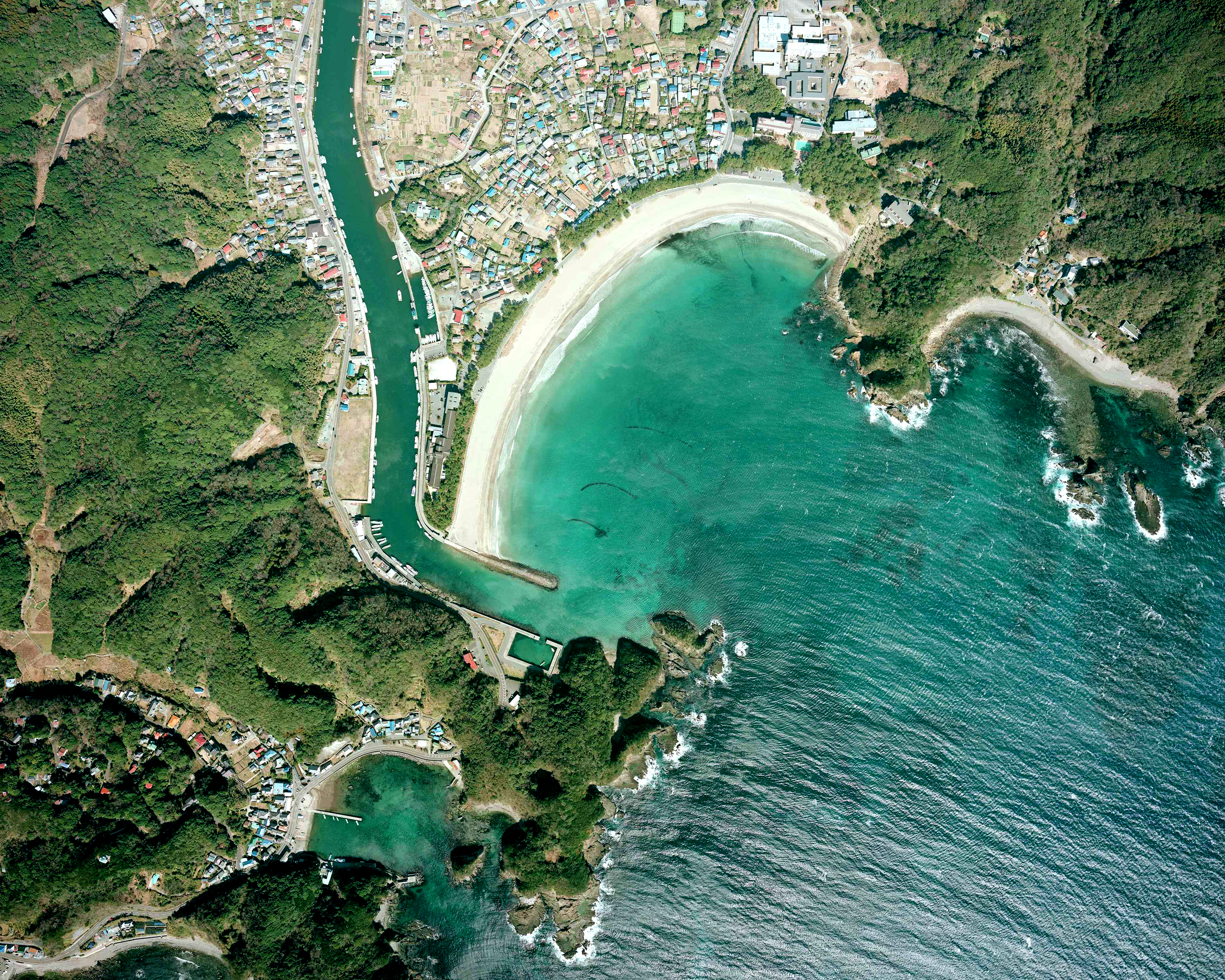
弓ヶ浜周辺の空中写真。2013年2月24日撮影。。

弓ヶ浜の位置する南伊豆町湊地区は、青野川の河口にある集落で、下田市から南西約10 kmに位置し、太平洋に面している。弓ヶ浜は伊豆半島の南端である石廊崎と下田市のほぼ中間に位置する砂浜で、南は相模灘に、浜の西端は青野川の河口左岸に面した海岸である。弓ヶ浜海水浴場を運営している南伊豆町湊区は、弓ヶ浜は伊豆半島で最も南にある海水浴場であると述べている。

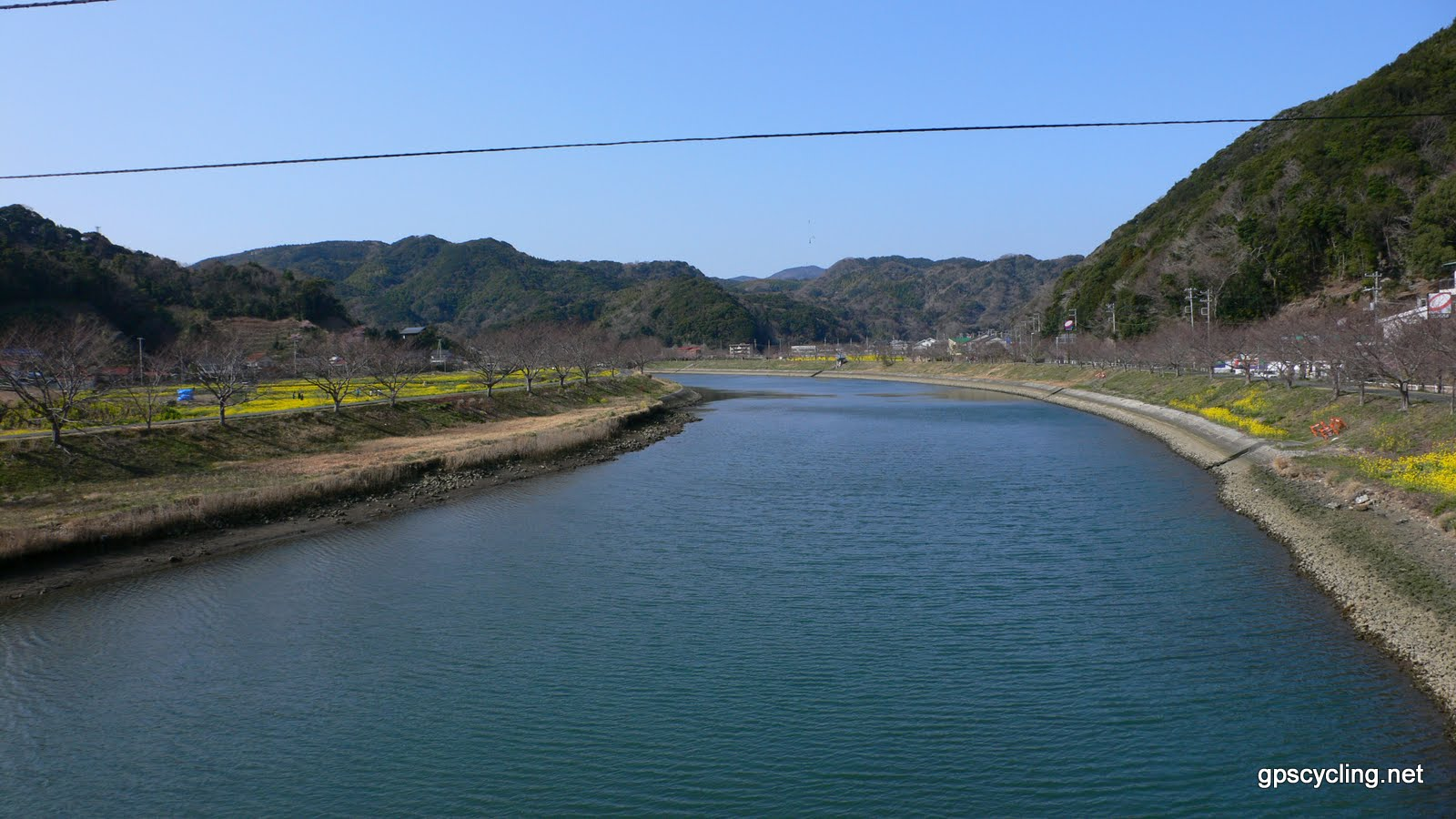
南伊豆町内を流れ、河口に位置する弓ヶ浜へ砂を運ぶ青野川。

青野川は安山岩が主体の山地、および凝灰質砂岩の山地を流れる川で、青野川河口部の沖積層は貝殻片を含む海成砂で形成されている。弓ヶ浜の砂には、海底火山からの噴出物に多く含まれる白味を帯びた軽石や、透明な石英、貝殻などの破片が多数含まれている。佐藤昭二ら (1967) によれば、波打ち際から海岸部道路までは約41 mで、砂浜の頂部は海岸部道路付近にあり、その海抜は約6 mである。海浜砂粒径は篩分けの良い中砂で、砂は白味を帯びている。青野川下流部の平野部の地形を見ると、弓ヶ浜の海岸沿いには砂丘があり、その背後には数列の湿地と高まりが繰り返され、最も山際には平坦な海成面がある。弓ヶ浜から石廊崎にかけての海岸線は大洗のようだとも形容され、浜からは天気が良ければ伊豆七島すべてが見渡せる。また、「伊豆の海岸全体でも五指に数えられる」美しい海岸とも評される。
弓ヶ浜は堅硬な岩石の岬に挟まれた砂浜で、防砂林と砂丘から構成されている。佐藤昭二ら (1967) は、湾口の両側には岩肌が露出していると報告している。浜の西側（防波堤の根元付近）は岩場となっており、また浜の東方には「高見山」という山のある岬が突き出ている。後者の「高見山」を越えた先には「逢ヶ浜」（おうのはま）という岩石海岸（後述）、そして盥岬がある。なお、弓ヶ浜の南にある岬は弁財天岬（座標）と呼ばれる。
外洋である相模灘に面するため、うねりが来ることもあるが、半島の東側に開けていることや、湾の奥にあることから風は弱く、遠浅である。南伊豆町湊区は、浜の左右（東西）にある岬が外洋からの波の侵入を抑えているため、波が穏やかで遠浅になっていると述べている。
弓ヶ浜海岸から下田市田牛の田牛海岸までの海岸線には全長3.7 kmの「タライ岬遊歩道」がある。弓ヶ浜のマツ林の中にある「休暇村南伊豆」がタライ岬遊歩道の起終点である。この遊歩道は1975年に建設されたもので、徒歩で全区間を走破した場合の所要時間は約2時間50分であり、沿線には田牛や弓ヶ浜など海岸風景の美しい場所があるため、年間3000人以上が利用している。

### 手石港
弓ヶ浜は、砂浜全体が手石港（ていしこう、Teishi Port）という地方港湾の海岸保全区域（総延長3580 m）に指定されている。また青野川河口部周辺は対岸（右岸部）である手石地区を含めて同港の臨港地区になっている。2024年時点で、手石港の港湾区域面積は66 ha、臨港地区面積は9.4 haであり、公共けい留施設は水深4.5 m未満が466 mである。管理者は静岡県下田土木事務所。
手石港はかつて鯉名（小稲）湊とも呼ばれた湊で（後述）、古くから風待避難港として発展した。戦後、手石港は沿岸漁業などに出漁する地元漁船の基地として整備されており、1993年度の取扱量は水産品81 tである。また周辺海域には岩礁やダイビングスポットがあるため、釣り船やダイビング船が係留されている。手石港からは銭洲海域への釣り船、神子元島海域への釣り船・ダイビングボートなどが出航している。一方で佐藤昭二ら (1967) は、手石港内には河口から流出する土砂が堆積しているため、小型船の入港も困難であると報告している。
なお、弓ヶ浜と青野川の河口は石積みの堤防で隔てられている。この堤防は防波堤（導流堤）で、捨石で構成されており、1トンの割石で被覆されている。この導流堤は1943年（昭和18年）ごろから建設が開始されたが、この導流堤の建設が進むにつれて青野川から弓ヶ浜へ流出する砂が減少し、砂浜の減少の要因になっていることが指摘されている（後述）。また1976年（昭和51年）7月、青野川に大災害をもたらした豪雨を契機に、治水や中小漁船の安全な係留を実現するため、湊地区に掘り込み泊地、物揚場が整備された。手石地区でも漁船の大型化に対処すべく、物揚場、防波堤、道路整備が行われている。南側に開けているため、台風によるうねりの影響を受けやすい港であると評されている。

## 生物相

### マツ林
弓ヶ浜の砂浜沿いにはクロマツが自生しており、面積2.9 haにおよぶマツ林が形成されている。マツ林の長さは約1.5 km、幅は0.02 - 0.03 kmである。このマツ林は明治以前からあったもので、樹齢200年に達するマツの木もあり、静岡県が海岸防災林として管理している。
クロマツは静岡県の海岸で重要な植物であるが、天然のクロマツ林は伊豆南部にわずかに存在するのみで、遠州灘海岸から三保の松原、田子の浦海岸、千本松原などにかけて見られるクロマツ林のほとんどは砂防用などのために植林されたものである。
湊区共有地管理会は、海岸周辺に約15000 m2のマツ林を所有・自主管理している。弓ヶ浜海岸のマツ林は地元の共有地管理会が主体となり、定期的に林内の清掃・除間伐が行われているため、海水浴客が気軽に散策できるようになっていると評されている。またこのマツ林が周囲の雑音を遮ることから、海水浴シーズンを除けば波音のみが聞こえる静寂な環境となっているため、NHKテレビで『日本一の癒しのビーチ・ベストオブビーチ』として紹介されたことがある。
一方、2016年時点では地元住民から以前に比べてマツの木が減少していることが指摘されている。また湊区共有地管理会によれば、弓ヶ浜のマツ林では1995年（平成7年）から遡って約10年前から松くい虫の被害が出るようになり、特に4、5年前から被害が大きくなったため、薬剤や伐採などによる防除に加え、松くい虫被害の原因となるマツノザイセンチュウに抵抗力のある品種を補植するなどの取り組みを行っている。またマツ枯れは松くい虫だけでなく、車の排ガスによる影響も考えられているが、町の農林課長・高野克巳は「観光は南伊豆の重要な産業なので観光客のマイカー規制までは考えていない」と話している。
弓ヶ浜海岸にはクロマツだけでなく、イブキやシマハイネズといった樹木も生えている。また、海岸沿いには後述の自然植物園構想の一環としてカナリーヤシやワシントンヤシが植樹されている。

### マングローブ生息地の北限

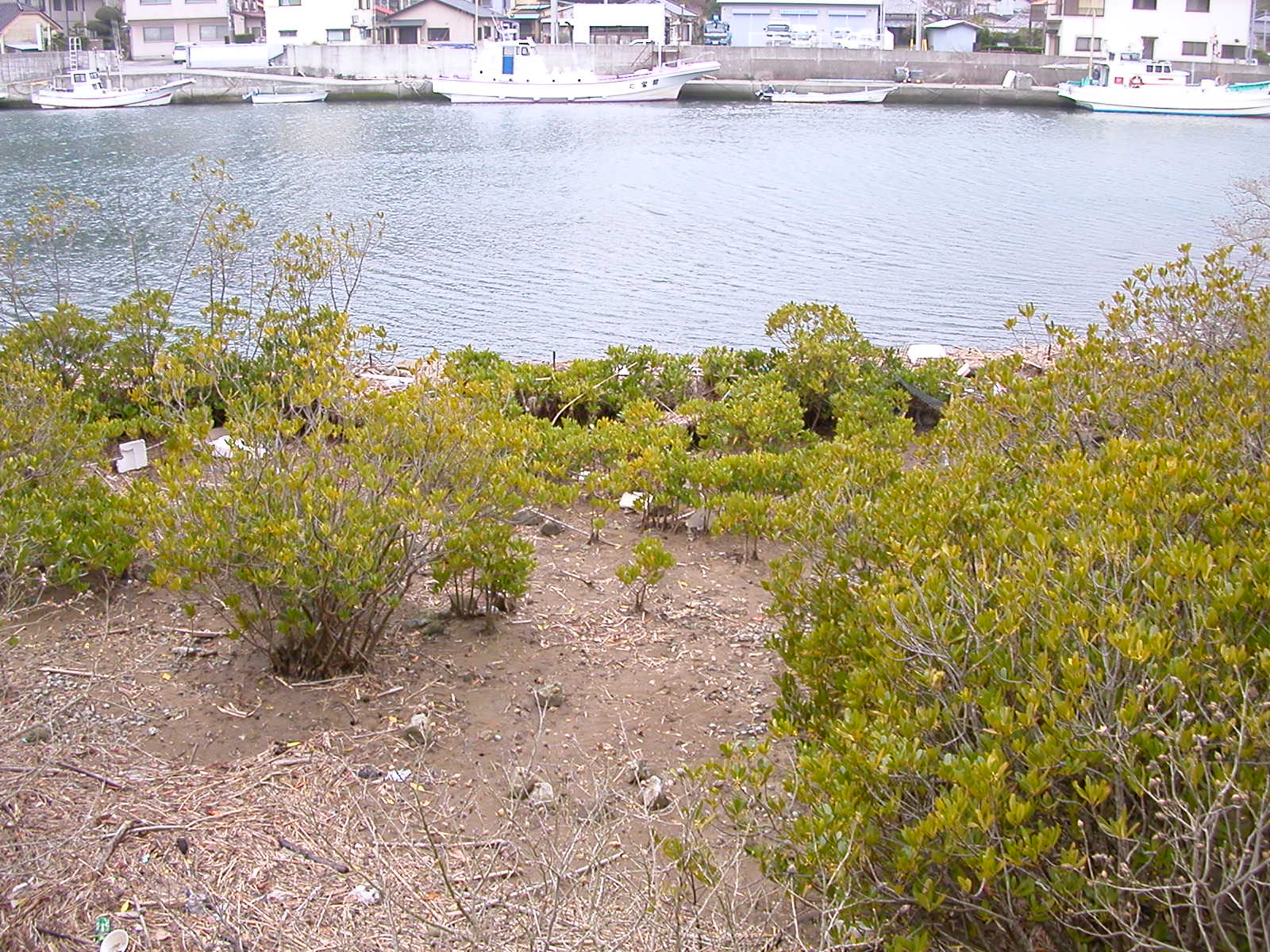
手石川河口にあるメヒルギ群落。

弓ヶ浜（青野川河口）からほど近い青野川の左岸部にはマングローブ植生地（座標）がある。この地点は青野川が支流の前田川と合流する地点の左岸部であり、ここには1959年（昭和34年）、静岡県有用植物園長の竹下康雄がマングローブ植物の一種であるメヒルギの種苗を種子島から移植した。これは当時、青野川一帯に構想されていた南国的な自然植物園の建設計画の一環で行われたものであるが、最終的に計画は中止されている。当初はほとんどが冬の寒さで枯死したが、後に研究者らが移植を繰り返したことで活着する個体が増加し、自然繁殖によって小さな群落を形成、マングローブ生息地の北限として知られるようになった。
2017年（平成29年）から遡って約20年前、この群落は青野川の護岸工事に伴って消滅の危機に直面したが、地元から保護を求める声が上がり、県はマングローブの成木数本を移植し、数百坪ほどの群生地を保全した。

### 砂丘植生
弓ヶ浜には、主に発達した根茎を持つ多年生草本を優占種とする複数の砂丘植生が確認されている。その内訳はハマグルマ―コウボウムギ群集、ハマグルマ―オニシバ群集、オオマツヨイ―チガヤ群落、チガヤ―ハマゴウ群集、コウボウシバ群落の3群集2群落で、それぞれの植生の構成種はいずれも10種以下であり、1種のみの純群落となる場合もある。

### 動物相
海水浴シーズンに当たる6月から8月にかけて、弓ヶ浜にはアカウミガメが産卵のために上陸する。河津町にあったカメの水族館「伊豆アンディランド」（現：iZoo）職員は、ウミガメは満潮時に波打ち際から陸地までかなり距離のある海岸でなければ産卵せず、そのような状況でも陸地まで約30 m程度しかない弓ヶ浜など伊豆地方での産卵は珍しいと述べている。一方で1997年（平成9年）時点では、弓ヶ浜では毎年数頭のアカウミガメの上陸・産卵が確認されていると報じられており、同年4月には南伊豆町が県内で初となる「町ウミガメ保護条例」を施行した。この条例は、ウミガメの捕獲や卵の採取を禁止する罰金（最高30万円）付きの条例であり、同条例の施行に伴い、町から「ウミガメ保護監視員」に任命された地元住民が、産卵シーズンに毎朝海岸を巡回し、発見した卵を回収して近くの移設場で保護するという活動を行っている。また弓ヶ浜は県内有数のアカウミガメの産卵地として有名だったとする報道、伊豆半島では南部・西部の海岸が主な産卵場所になっているという報道もあり、条例制定前は毎年2 - 18頭のウミガメの上陸・産卵があったが、1996年（平成8年）には産卵が確認できず、絶滅のおそれがあるとして翌1997年の条例施行につながったとも報じられている。
弓ヶ浜はキス釣りのスポットにもなっている。休暇村南伊豆の公式ホームページでは、弓ヶ浜ではキスやカレイ、メゴチ、ベラ、メジナ、メバル、イワシなどが釣れると紹介されており、休暇村では釣り竿のレンタルも行われているが、海水浴シーズンの7月中旬から8月下旬には弓ヶ浜では釣りが禁止される。
弓ヶ浜にはサクラガイなどの薄い貝殻がよく打ち上がる。

## 歴史
弓ヶ浜は青野川から流出した砂が海流で流され、南西から北東へ伸びる帯状に滞留したことで形成された砂嘴である。

### 有史以前
21世紀初頭時点から遡って約7000年から6000年前の縄文海進時には、現代の南伊豆町湊地区の低地は内湾になっていたと考えられている。その後、青野川の上流部である山地から土砂が運ばれて河口に出、強い潮流によって泥を洗い流される一方、砂だけが湾内を反時計回りに流れる潮流の力で海岸に打ち上げられて砂嘴を形成し、後に上流から流れ出た土砂が現在の湊地区に相当する場所へ堆積したことで陸地が形成され、やがて現在のような海岸線が形成されたと考えられている。
弓ヶ浜に接する沖積地上には1978年時点で湊地区の集落が形成されているが、この地は江戸時代前期まで「前浜」と呼ばれる入江になっており、青野川の支流である前田川が国立湊病院付近から入江に流入するような地形だったと考えられている。このような地形のため、江戸時代は青野川の大洪水がしばしば発生し、地元で行われていた農業に大打撃を与えていたといわれる。

### 中世まで
弓ヶ浜のある集落は湊（みなと）という地名であるが、『南豆風土誌』によれば、この地名はかつて一帯が港を形成していたことによるものであり、その歴史の名残となっている。
現在の「日野交差点」（座標）から弓ヶ浜までの範囲にはかつて「手石大湊」があったとされる。石村智（東京文化財研究所無形文化遺産部室長）は、弓ヶ浜はかつての砂州であり、現在の市街地は海であったと推測している。石村は弓ヶ浜から北西（青野川右岸部）に「十二艘」という地名（おおよその座標）が残されている点や、青野川をさらに内陸に遡ると弥生時代から古代にかけての大集落遺跡である日詰遺跡（おおよその座標）がある点、そして伊豆半島が隆起によって形成された土地である（すなわち、かつては現代よりさらに標高が低かったと考えられる）点から、かつて弓ヶ浜は背後のラグーンを外海から隔てており、弓ヶ浜の背後にあったラグーンは船を安全に停泊させられる天然の良港になっていたのだろうと推測し、古代末期までは潟湖地形と港としての機能を維持していたと考察している。
平安時代ごろ、現在の南伊豆町湊や手石、下賀茂、青市などの一帯は海が入り込み、「鯉名泊」（こいなのとまり）と称されていた。「鯉名泊」は当時、伊豆一の港と称された海上交通の要衝で、風待避難港として栄えた。源平合戦で平氏に与した伊東祐親が1180年（寿永4年）の富士川の戦い前に平家軍に合流しようとしたところ、源氏軍に囚われた地はこの「鯉名泊」であると考えられている。
また手石や小稲、下田市田牛を含む一帯は伊勢神宮外宮の神領「蒲谷御厨」であり、この地から産出されていた砂鉄から製作する鉄製品の鍬が毎年都に貢納されるなど、都と深いつながりがあったことから、12世紀はじめには平城京の大安寺支院として「石門寺」が青市の山間に建立されたと伝えられている。「石門寺」は後に浄土系から曹洞宗へ改宗して湊へ移転し、「修福寺」（座標）へ改称したとされる。

### 近世以降
鯉名湊（現在の手石港）は江戸時代から大正ごろまで、青野川流域の物資の集散地、および薪炭・竹などの積出港として栄えており、伊豆地方の移出入荷物のほとんどが集積する地として繁栄した時期もあった。
1703年（元禄16年）と翌1704年（元禄17年）に発生した大地震により、青野川下流域一体は約3 mにわたって隆起したため、それまで入江であった部分が陸地となった（現在の弓ヶ浜にあたる砂嘴の部分が内陸部と地続きになった）ことにより、現在の弓ヶ浜の地形が形成されたと伝えられている。また17世紀中ごろから、それまで砂嘴となっていた弓ヶ浜によって外洋と隔てられ「前浜」と呼ばれていた入江が干拓され、南伊豆町農協湊支所付近まで新田が造成されたとする文献もある。カヌーのような喫水の浅い船が多かった古代には、弓ヶ浜周辺は伊豆南部の航海拠点になっていたが、近世以降はより喫水が深い船が利用されるようになり、下田などに拠点が移っていったと考えられている。弓ヶ浜は1868年（明治元年）の土地官民有区分にあたって国に没収され、官有地になったが、それ以降も引き続き、湊の集落の住民たちが共同でマツなど樹木の培養、地引網漁、船・船具の保管、水産物加工などを行っていた。その後、1931年（昭和6年）7月10日に弓ヶ浜は当時の竹麻村へ払下げされ、竹麻村名義で所有者移転登記がなされたが、前述のような実情を踏まえ、竹麻村は湊区（湊の集落、およびその住人たち）に対し、弓ヶ浜を9000円で売却、終戦後の1946年（昭和21年）に移転登記を完了した。しかし1947年（昭和22年）の政令15号で部落会などによる財産所有が禁止されたため、弓ヶ浜は同年7月、竹麻村湊漁業会に贈与されたものとして、同会への移転登記がなされた。
湊地区における明治時代までの就業形態は農業が中心で、京浜地区への船大工としての出稼ぎや漁業との兼業が主なものだったが、農業は農地面積の狭さから主力産業とはなり得ず、漁業も漁船の大型化・漁港整備に対する立ち遅れから小規模なものにとどまり、伝統的な船大工も船舶の近代化の流れに取り残され、第二次世界大戦後には急速に衰退していた。このように、湊には主導的地位を獲得する産業部門が存在しなかったが、1923年（大正12年）に海軍病院（後述）が設立されると、病院関係者に貸間を提供する機会が生じ、それまで農業や漁業を営んでいた者たちは貸間業を副業とするようになった。このような流れは第二次世界大戦後、海軍病院が国立湊病院へと改組されても続き、後の弓ヶ浜の海水浴客増加に伴う保養地としての基盤を形成していくことになる。
1894年（明治27年）に発行された『静岡県水産誌』では、弓ヶ浜（手石港）は南伊豆で地引網漁が行える数少ない漁港として紹介されている。湊地区ではかつて、農業の合間に地引網によるイワシ漁やボラ・イカの釣り漁、刺し網によるイセエビ漁、テングサ・アワビ・サザエの潜水漁も行われていたが、1955年ごろにはそれまでの主力であったイワシ漁に代わってイセエビの刺し網漁の割合が増加していった一方、1960年代以降は伊豆急行線の開業とともに下田市や下賀茂へ働きに出る若者が増え、漁業に就労する若者は少なくなったため、湊の漁業は零細経営にとどまっていた。一方で湊地区が漁業権を有する漁場は、海岸線の大半が遠浅な弓ヶ浜に占められ、イセエビ・貝・海藻の生息に適した磯は弓ヶ浜の東側（逢ヶ浜）にしかなかったことから、湊地区はそれらの漁を行うには不利な地理条件にあった。最終的に生業としての地引網漁は1969年（昭和44年）を最後に行われなくなったが、翌1970年（昭和45年）からは下賀茂のホテルや地元の漁家2戸などによる観光目的の地引網漁が行われるようになった。1996年時点、および2000年代時点でも、弓ヶ浜では観光地引き網が行われている。

## 観光地として

### 弓ヶ浜海水浴場

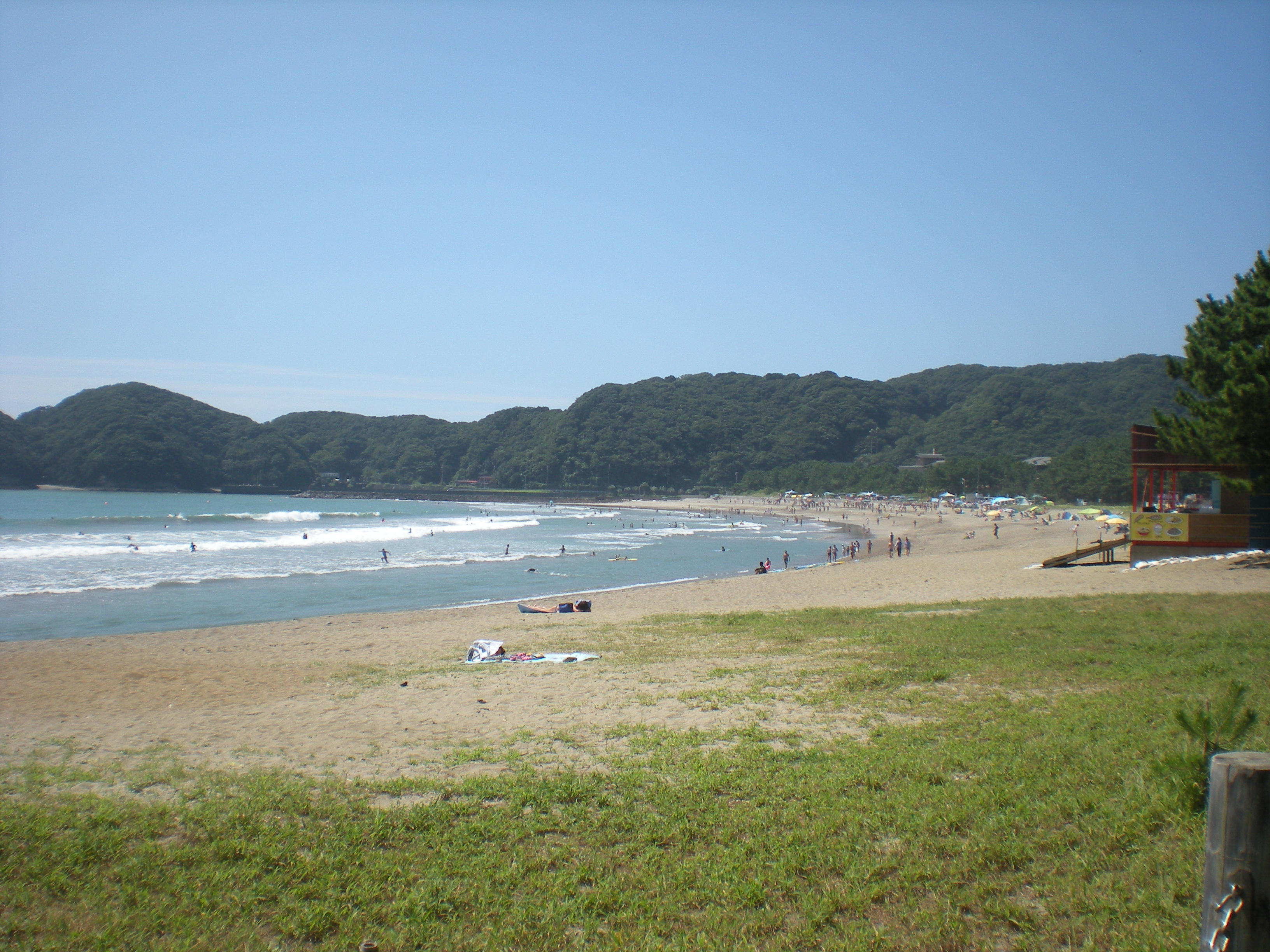
海水浴客でにぎわう夏の弓ヶ浜。

弓ヶ浜の海岸は第二次世界大戦終戦以前から、伊豆第一の海水浴場と称されていた。南伊豆町は2016年（平成28年）に海水浴場の安全・環境衛生・秩序などの維持を目的とした「南伊豆町海水浴場条例」を制定したが、同条例では弓ヶ浜海水浴場と子浦海水浴場（南伊豆町子浦、座標）の2箇所が海水浴場として規定されている。
南伊豆町は高度経済成長期を迎えるまで「陸の孤島」としての性格を強く有していたが、1965年（昭和40年）ごろ以降からは夏の海水浴シーズンを中心に観光地として賑わい始めるようになった。その要因には1961年（昭和36年）12月に伊豆急行線が開業し、首都圏と南伊豆との時間・距離が大幅に短縮されたことや、1964年（昭和39年）の東海道新幹線開業、伊豆半島東海岸の道路が石廊崎までアスファルト舗装されたことなどによって交通利便性が向上したことや、マスコミの宣伝などによって観光客が増加したことなどが挙げられる。弓ヶ浜はそれ以前から、長い砂浜と遠浅の海岸を持つ海水浴場として賑わっていたとされるが、このころから白砂青松の海岸として、静かな入江の子浦海水浴場とともに南伊豆町の代表的な海水浴場として知られるようになった。交通の便が改善されるまでは、南伊豆の観光の目玉は石廊崎だったが、交通の便が改善されて以降は弓ヶ浜も石廊崎に匹敵する観光地に成長したと評されている。このような海水浴客数の増加により、弓ヶ浜周辺では民宿・寮・保養所の面積の需要が急速に高まり、また農業の衰退もあって農地の転用が進んでいった。
一方で1961年（昭和36年）には南伊豆観光株式会社が、弓ヶ浜の後背地を浜の東端（国立湊病院）から西端（東海自動車のレストハウス敷地）まで取得し、ホテルを建設する計画を湊区長に打診した。しかし、この計画は集落と生活の一部になっていた弓ヶ浜とを分断するような形でホテルを建設しようとするものだったため、区民から激しい反発を招いた一方、立ち退き料欲しさに計画に賛成するような下達となった住民も多く、1965年1月13日、当時の湊区長は計画地のうち、契約に反対する住民が居住していた東半分を除外し、賛成者が居住していた西半分のみを南伊豆観光に賃貸する契約に調印した。これに対し多くの区民が反発し、地元住民3人が南伊豆観光を被告として、被告の借地権の不存在の確認、土地への被告の立ち入り禁止を求める訴訟を起こした。東京地方裁判所は1968年（昭和43年）5月10日、原告の請求を棄却する判決を言い渡したが、原告が同判決を不服として控訴したところ、東京高等裁判所民事第17部（満田文彦裁判長）は1975年（昭和50年）9月10日に原判決を取り消し、ホテル建設のために本件土地を他に賃貸することは、その利用形態の変更を来すものであるため、土地への入会権を有する者全員の同意が必要であり、それがない以上は賃借契約は無効であるとして、原告の請求を認容する判決を言い渡した。被告は最高裁判所へ上告しなかったため、判決はそのまま確定し、（南伊豆観光による）ホテルの進出は実現しなかった。
湊地区では1964年（昭和39年）以降に民宿が発達し始め、1976年（昭和51年）時点では弓ヶ浜民宿組合に加盟する民宿だけで59軒あり、さらに臨時に民宿になる家（約60軒）を加えると、総世帯数370戸の約3分の1が民宿を経営しているとされていた。1970年代には、弓ヶ浜では多くの旅館・民宿・ホテルが開業し、温泉需要が急上昇したことにより、最盛期には温泉宿泊施設が120軒以上に上った。1985年時点で弓ヶ浜には75軒の民宿があり、その収容数は2261人とされていた。弓ヶ浜海岸の前で「青木さざえ店」を営んでいる男性は、昭和40年台から昭和50年代にかけて伊豆は海水浴客で非常ににぎわっていたと回顧している。しかし平成初期から弓ヶ浜の海水浴客は減少し始め、2020年時点では人口減少や少子高齢化の影響により、弓ヶ浜周辺にある民宿などの温泉宿泊施設数は約50軒にまで減少している。

#### 開設期間
海開きの時期は、1970年（昭和45年）は7月1日、1989年（平成元年）は7月9日、1991年（平成3年）は7月7日、1992年（平成4年）は7月5日、1996年は7月14日。2019年（令和元年）の海水浴場開設期間は7月7日から9月1日まで、2020年は45日間、2021年は29日間、2023年（令和5年）は7月22日から8月20日まで、2024年（令和6年）は7月20日から8月25日までであった。2025年（令和7年）の開設期間は7月26日から8月24日までである。海水浴シーズンは地域内外から多くの海水浴客が訪れ、賑いを見せるが、海水浴シーズン以外はイベントなどはほとんど開かれず、閑散としている。

#### 海の家
海の家は、1970年（昭和45年）に浜の西側に1か所設置され、1976年（昭和51年）に浜の東側にもう1か所設置された。昭和50年代は弓ヶ浜に海の家が乱立し、混乱していた時期もあったという報道もある。
海の家は2012年から遡って約30年前には十数店が営業していたが、2012年から見て近年では4 - 5店の出店にとどまる年が続き、2011年には5軒、2012年には3軒、2013年には2軒の出店にとどまった。2017年には地元の建設業者である「保坂」が開設する1軒の出店のみであった。2019年・2020年には2軒が出店したが、2020年は新型コロナウイルス禍を受け、テイクアウトのみの営業だった。

#### 遊泳客数
2019年（令和元年）時点で、町内にある弓ヶ浜海水浴場と子浦海水浴場の両海水浴場には例年6、7万人が訪れているとされている。
1966年に弓ヶ浜を訪れた海水浴客数は、南伊豆町を訪れた海水浴客数全体の89.6%を占める168300人だったが、6年後の1972年には南伊豆町全体の66.4%を占める580000人と、約3.4倍に激増している。客数が激増した一方で弓ヶ浜を訪れた割合が減少した理由としては、南伊豆から西伊豆への交通網整備や民宿の増加が進んだことにより、弓ヶ浜以外の観光需要も上昇したことが挙げられる。
1シーズンを通じて訪れた遊泳客数は、1987年（昭和62年）シーズンは25万5000人、冷夏と長雨によって伸び悩んだ1988年（昭和63年）シーズンも17万6000人余を記録し、1990年は20万人以上を記録した。1997年には年間13万人、1998年には年間9万人の遊泳客が来訪したが、1999年夏には8月上旬から盆までの天候不順や、レジャーの多様化による海水浴離れの影響から、弓ヶ浜海水浴場の入り込み数（161000人）が前年比16.7%減少するなど、賀茂地区の多くで海水浴客が前年より著しく減少していたことが報じられていた。1991年（平成3年）8月時点では、弓ヶ浜には1日で海水浴客約1万人が訪れていたが、2024年時点では1日の最多入込客数は3000人となっている。南伊豆町の観光客数自体、2014年時点では1987年時点と比べて約7割減少した約75万人にとどまっていると報じられており、2008年時点では100万人を超えていた一方、2016年時点では30%以上減の約71万人になっている。
2012年8月に内閣府が発表した南海トラフ巨大地震の詳細報告では、弓ヶ浜など南伊豆町の沿岸部に高い津波が押し寄せるという予想が示され（後述）、その風評被害の影響から、南伊豆町の海水浴場は客入りが低迷していた一方、同じ町内のヒリゾ浜には都市部から行楽客が多数訪れていることも報じられていた。また南海トラフ巨大地震への懸念から、弓ヶ浜で臨海学校を行っていた学校が臨海学校の開催地を他県に変更する動きも見られた。同年は最終的に、弓ヶ浜の入り込み客数は前年比13.76%減の49428人だった一方、子浦海水浴場は50.41%増の4768人、ヒリゾ浜は22.56%増の26289人、妻良海上アスレチックは91.53%増の8619人という結果が出ており、弓ヶ浜の海水浴客が減少する一方でシュノーケリングなどの磯遊び・舟渡の海岸が人気を集めている傾向や、弓ヶ浜に滞在して中木（ヒリゾ浜）で遊ぶケースも増加した可能性が指摘されていた。
しかし、2013年（平成25年）7月13日から8月25日までの入り込み客数は56806人で、前年の49428人を14.9%上回った。また2014年（平成26年）は天候不順の影響で、周辺の海水浴場が客を減らす中、弓ヶ浜は日本で初となるドイツ製の海上アスレチック遊具「スプラッシュウォーターパーク」（後述）を設置した結果、前年比7%増の約62000人が来訪したと報じられた。同年の海水浴客数増加の一因として、メディア戦略を町ぐるみで考え、露出を増やしたことが指摘されている。2015年7月11日から8月31日の海水浴場入り込み客数は前年比約5.2%増の66090人で、7月は台風による高波の影響で遊泳禁止が続いたため、前年より約3000人少ない12357人となったが、8月は好天に恵まれたことで客足が回復、前年より約6000人多い53733人だった。この客足増は、「スプラッシュ・ウォーターパーク」が2年目となって認知度が定着したことや、道路整備が進んだことによって自家用車で弓ヶ浜まで来る客が増加したことが要因とされている。
2016年（平成28年）の弓ヶ浜海水浴場の入り込み客数は72038人（前年比9.0%増）、スプラッシュ・ウォーターパークの利用者は同80.8%増加となる7938人だった。しかし2017年（平成29年）は台風接近や雨天などの天候不順が響き、弓ヶ浜海水浴場の海水浴客は前年同期比5.3%減の68210人にとどまった。2018年（平成30年）は度重なる台風の影響で前年比13.5%減で、天城北道路の完成により、従来に比べて交通アクセスが向上したと評され、客足の増加が期待された2019年も、7月の長雨や8月の台風の影響で前年比19%減の47500人だった、新型コロナウイルス禍に見舞われた2020年（令和2年）は前年比41.4%減の27860人、2021年（令和3年）は前年比47.3%減（2019年と比較して69.1%減）、そして1989年以降では3年連続の過去最少かつ初の2万人割れとなる14660人だった。しかし、新型コロナによる行動制限がなかった2022年（令和4年）には開設日数は30日間ながら、入り込み客数は前年比207%増加となる45015人で、開設日数57日間だった2019年（入り込み客数47497人）の約95%程度まで回復し、また1日あたりの入り込み客数は2019年の833人を大きく上回る1500人となっていた。その影響としては行動制限がなかったことに加え、好天が続いたこと、また弓ヶ浜は広大な砂浜であることから、人との間隔が空けられる海水浴場として注目されたのではないかということが指摘されている。
2024年（令和6年）7月・8月の南伊豆町内の海水浴場（弓ヶ浜・子浦）における入り込み客数は、弓ヶ浜（7月20日から8月25日開設）は40220人（前年比7%減）、子浦（7月23日から8月16日開設）が3610人（70.3%増）となっており、両海水浴場を合わせると前年に比べて計1525人減少したが、これらの要因としては南海トラフ地震臨時情報の発表、台風7号、猛暑の影響が指摘されている。同年時点では、弓ヶ浜は若者やファミリー層から、子浦はSUPなどマリンアクティビティを楽しむ人からそれぞれ人気を集めていたという。

#### スプラッシュウォーターパーク
弓ヶ浜の運営にあたっている湊区は2014年（平成26年）夏、毎年夏に来日しているオーストラリア人ライフガードのアンソニー・エドワード・ケリーからのアドバイスを受け、海水浴の目玉として欧米やオーストラリアで人気を集めていたドイツ製の海上遊具「スプラッシュウォーターパーク」を日本国内で初めて導入することを決め、2023年時点では湊区とケリーが共同でこのアトラクションを運営している。背景には東北地方太平洋沖地震（東日本大震災）の津波の脅威、南海トラフ巨大地震の被害予想の発表などで海水浴離れが加速したこと、また同じ町内のヒリゾ浜の人気が上昇したことによって弓ヶ浜の海水浴客が低迷していたことから、海水浴客を呼び込む工夫が必要になったことが挙げられる。
このウォーターパークは、波打ち際から約60 m離れた湾内に高さ約5 mのアイスタワー、アクションタワー、スイングなど20種の遊具をアンカーに接続して設置するもので、参加者はライフジャケットを着用した上で岸からウォーターパークまで泳いで渡るようになっている。利用は1時間の完全交代制で、6歳未満や身長110 cm未満の幼児は利用できない。利用料金は設置当初は1時間あたり、大人1500円/人、小中学生1000円/人だったが、2023年時点では年齢を問わず2000円/人となっている。また台風が接近した場合は空気を抜き、3時間程度で陸上へ撤去する態勢が取られている。このような大型海上遊具は伊豆半島では弓ヶ浜だけでなく、2019年時点では熱海市や伊東市でも導入されているが、その走りは同じ南伊豆町の妻良海岸に1984年から毎年設置されている海上アスレチックと言われている。

##### 導入後の実績
初年度の2014年は7月12日からのオープンを予定していたが、台風8号接近の影響でオープンは1週間延期され、実際のオープンは19日となった。その後は8月31日まで設置されたが。8月1日から12日まで台風の影響によるうねりで遊具を一時陸上に引き上げた。しかしそのような事態に見舞われながらも、シーズン通して1万19人（7月に2755人、8月に7264人）の利用者があり、特に8月15日と16日は600人/日を超える利用者がいたことや、例年は海水浴場が閑散とする8月後半にもにぎわいがあったことから、海水浴場のにぎわい創出に貢献したと評された。同年の7月12日から8月31日までの海水浴場開設期間の海水浴客は、前年比7%増の約62000人、駐車台数も同15%増の約7300台であった。
翌2015年は遊具を前年より多い23種とし、7月11日の海開きと同時にオープンを予定していたが、同年も台風の影響でオープンは延期され、8月3日となった。同年は前年の反省点を協議した結果、ライフガードの増員や海中に高さ約3 mの監視塔を設置するなどの安全対策が強化され、町内宿泊施設利用者の利用料割引や9月以降の営業も検討されたが、同年も営業期間は8月31日までであった。3年目となる2016年は町観光協会がウォーターパークの知名度向上を図り、ウォーターパークをモデルにしたスマートフォン向けの無料アクションゲームアプリを制作、7月に配信を開始した。その後も例年人気の遊具となっているが、2020年から2022年は新型コロナウイルス禍を受けて中止となり、2023年（7月23日から8月27日まで）に4年ぶりの設置となった。2024年も7月13日から9月8日に設置され、好評を集めた。2025年は7月19日からの開設を予定していたが、設営準備が困難になったことを理由に営業中止となっている。

#### 地域住民との関連
海開き前には海水浴場で、海水浴場開設期間中の安全を祈願する神事「海開き式」が開かれ、南伊豆町長ら関係者が出席する。なお、雨天時には海水浴場に近い若宮神社で開かれる。
弓ヶ浜を学区内に抱え、海岸から約4 km離れた場所にある南伊豆町立南伊豆東中学校は、生徒会の呼びかけで隣接する南伊豆町立南伊豆東小学校とともに、地域貢献活動の一環として毎年、弓ヶ浜などの清掃活動を実施している。また南伊豆町で毎年、新入生のオリエンテーションキャンプを行っている浦和実業学園中学校も、弓ヶ浜の海岸清掃を活動の一環として行っている。これ以外にも、地元の住民らによる清掃活動が行われている。

#### 警備体制
静岡県警察は海水浴シーズンになると、伊豆地方の各海水浴場に臨時の警備派出所を開設し、犯罪・事故防止のため、各管轄の警察署員と応援の機動隊員が24時間体制で警備を行っている。開設期間は、1996年（平成8年）は7月20日から8月25日までで、2020年（令和2年）は7月23日から8月23日までだった。南伊豆町などを管轄している下田警察署は1994年時点で管内に13の海水浴場を擁していたが、特に弓ヶ浜や白浜、今井浜（河津町）の3海水浴場は毎年多数の行楽客が訪れ、事案が多発していたため、水難事故防止、雑踏警備、違法駐車対策、非行防止などを目的に、同年8月22日まで静岡県警機動隊、自動車警ら隊、交通機動隊などの応援を得て警備に当たっていた。2023年時点でも、下田署は白浜大浜と弓ヶ浜の2海水浴場に臨時警備派出所を開設している。
弓ヶ浜には1993年（平成5年）4月から遡って約20年前に海水浴場の監視所が建設されたが、この監視所が老朽化したことを受け、南伊豆町は平成4年度観光施設整備事業の一環で5200万円を投じて建て替えを行い、1993年4月13日には弓ヶ浜海水浴場監視所が落成した。この監視所は、木造2階建て（延床面積約98 m2）の白壁出窓を大きく取ったペンション風の建物で、地元の湊区が管理を行っている。海水浴シーズン中は1階が臨時派出所として利用され、また2階にある休憩室、会議室はイベントなどの拠点としても活用されている。

#### 津波避難タワー
湊地区では1985年（昭和60年）から津波対策事業として、防波堤の嵩上げ、陸閘・水門の整備が行われ、1992年（平成4年）に完了したが、2012年8月に内閣府が発表した南海トラフ巨大地震の詳細報告では、弓ヶ浜から青野川河口付近にかけては最大で13 - 14 mの津波が、地震発生から15分で襲来するという予想が示された。湊区は低地に約400世帯（2005年時点）が暮らしており、地震発生時に住民が高台の避難場所まで避難する際に時間がかかると指摘されている。また、津波が青野川を遡上して被害を拡大するとも想定されている。
この内閣府の予想を受け、湊区民は南伊豆町に津波避難タワーの建設を要望し、湊共有地管理会は建設用地（781.44 m2）を町に無償提供、町は大規模地震対策等総合支援事業によって津波避難タワーを建設することとなった。2014年3月7日、賀茂地区で初の津波避難タワーとなる「湊地区津波避難タワー」（座標）が竣工した。避難場所となるステージは地上から高さ12 m、海抜15 mに位置し、1,000人を収容できる計算となっている。ステージ上には備蓄品を保管する倉庫（面積31.65 m2）が設置されている。この避難タワーが完成するまでは弓ヶ浜の青野川河口側に高台がなかったため、湊区浜西の住民約200人は津波発生時に逢ヶ浜方面へ約15分かけて避難する必要があったが、タワーの完成により避難の所要時間は約3分と大幅に短縮された。
またこの津波避難タワーとは別に、地元の住民が津波発生時に自宅近くの山へ避難できるように階段を整備するという試みも行われているが、防災設備整備のために町から出る補助金では整備に必要な費用が不足することに加え、その不足分を補填するための資金源として期待していた海水浴場の駐車場収入がコロナ禍で激減したため、整備が思うように進んでいないことが2022年（令和4年）8月に報じられている。

### 弓ヶ浜花火大会
弓ヶ浜では毎年8月8日20時（午後8時）から「弓ヶ浜花火大会」が開催されており、弓ヶ浜海水浴場の混雑はこの花火大会のころから旧盆の14日・15日ごろがピークとなる。弓ヶ浜花火大会は町内唯一の花火大会、および夏の弓ヶ浜海水浴場では最大のイベントとされている。例年約1万人の観客を集めており、2025年で48回目の開催となる。

### その他のレジャー・イベント
弓ヶ浜は海水浴のほか、温泉・釣り・ミカン狩り・テニス・潮干狩りなどのレジャーが楽しめる場所として紹介されている。

#### 弓ヶ浜温泉
弓ヶ浜は静岡県内有数の温泉観光地でもあり、この地の温泉は弓ヶ浜温泉（ゆみがはまおんせん、Yumigahama Onsen）と呼ばれる。泉質はナトリウム・カルシウム－塩化物泉で、源泉温度は99.8℃、もしくは70 - 100℃である。日本全国でも珍しく、潮の香りがする塩泉として紹介されている。神経痛、リウマチ、胃腸病、婦人病、切り傷、末梢循環障害、冷え性、鬱状態、皮膚乾燥症などに効用があるとされる。

##### 弓ヶ浜温泉の歴史
弓ヶ浜の周辺には温泉の源泉はないが、1922年に海軍病院が約5 km西方の下賀茂温泉から温泉を引き湯し、傷病兵の療養に用いるようになったことをきっかけに、湊の集落でも温泉が利用されるようになった。1967年時点では8軒の民宿が温泉を引いており、またそれとは別に6軒程度が工事していた。また、1969年に病院に隣接して建設された休暇村南伊豆も病院から温泉を引き湯していた。1973年（昭和48年）に下賀茂から弓ヶ浜周辺までパイプによる引き湯がされるようになり、それ以降は下賀茂の「弓ヶ浜温泉株式会社」が配湯事業を担っていた。1978年時点では、83本の源泉を有する下賀茂や、24本の源泉を有する加納からそれぞれ、計8本の源泉が湊まで引き湯されていた。下賀茂地区から弓ヶ浜地区までの温泉パイプの総延長は約4 kmで、2019年時点では弓ヶ浜周辺にある約60軒の旅館・ホテル、一般家庭が「弓ヶ浜温泉株式会社」から源泉を引いていた。地元の老舗民宿「紺屋荘」は、弓ヶ浜には当初は夏にしか観光客が来ていなかったが、温泉を引いて以降は正月など夏以外の季節も客が来るようになったと証言している。1967年時点では、夏以外は年末から正月三が日にかけて観光客が集中する傾向にあったが、温泉を目当てに春や秋に宿泊する客も多いと報じられていた。弓ヶ浜の海水浴客の中には弓ヶ浜温泉だけでなく、下賀茂温泉に宿泊する者も多い。1967年時点では、7月末から8月初めにかけては弓ヶ浜の宿を取れなかった海水浴客たちが下賀茂の民宿を予約しており、下賀茂のとある民宿はその時期には全室予約済みになっていたと報じられている。
また1992年には、湊区営の共同浴場「みなと湯」（後述）が町営に移管された。弓ヶ浜温泉株式会社が制作し、地元の「紺屋荘」にある浴室入口に設置されていた温泉概説パネルでは泉温64℃とされていたが、2019年12月時点では実際の泉温は50℃代前半になっていた。「紺屋荘」の木下直美は、かつては泉温は温泉卵を作ることができる温度だったが、2019年時点では厳選では温泉卵は作れなくなっていると証言している。

##### 配管老朽化問題
配湯用の配管は2020年代から遡って約30年前に、敷設当時のものから敷設替えされたが、それから約30年が経過した2018年からは配湯用の配管内にスケール（水垢）が溜まったことにより、湯量減少や温度低下といったトラブルが顕著になり、台風19号災害による停電で2日間湯の流れが止まった2019年秋ごろからは急激にそれらのトラブルが悪化した。同年12月には配管系統が弓ヶ浜から分岐している手石地区への配湯が止まったため、各宿泊施設が宿泊客を町営入浴施設に送迎するようになっていた。このような配管の詰まりの原因は、長年にわたって温泉の成分が配管内に蓄積したことによるものであり、2019年6月および10月に同社が上流の下賀茂地区で点検・洗浄を行った時点では、内径の3分の2がスケールで埋まった管も確認される状態になっていた。そして停電によって湯の流れが止まり、急激に配管が冷却されたことで配管内の詰まりが進行した。一方で配管設備は国道下の地中に埋設されていたため、配管の大規模修繕には3億円程度の資金が必要となり、「弓ヶ浜温泉株式会社」単独で事業を行うことは困難と判断された。
一方、この問題は2020年2月24日に『Yahoo!ニュース』で報じられ、それ以降はテレビのキー局で相次いで報道されるようになる。地域の観光の中核を担っていた温泉の存続が求められたため、町内の観光事業者らで結成された「弓ヶ浜温泉を守る会」は2019年12月26日に町長の岡部克仁に対し、温泉配給設備の維持管理支援を求める要望書を提出した。また地元の旅館経営者らが中心となり、詰まりが最も激しいと考えられていた源泉ポンプ周辺の400 mに約1000万円を投じてバイパス管を敷設する工事を行うことが決まり、4月15日に加納の源泉タンクから湯けむり橋までの400 mのバイパス管工事が着工、同年5月29日からバイパス管を利用した送湯が開始された。この工事費用は、温泉利用者が契約1口当たり15万円を支出して賄った。この工事ではバイパス敷設により、給湯量を500リットル/分増やす計画で、工事の結果、6月6日までに湯量と温度の回復が確認され、前年末から供給が停止されていた手石線や逢ヶ浜線にも再び温泉が供給されるようになった。一方で工事完成後、弓ヶ浜の大部分で従来より高温な60℃台半ばの湯が出るようになった。
しかしこのバイパス管の敷設による効果も長期間の継続は期待できなかったため、将来的には2億円余を投じて源泉から弓ヶ浜大橋までの本格的な更新工事を行う必要性が指摘された。このため旗振り役となった旅館経営者が理事長となり、引き湯事業を行う一般社団法人弓ヶ浜温泉管理組合を同年6月10日に設立、弓ヶ浜温泉株式会社から事業を継承するとともに、本格的な更新工事に向けて環境省の「温泉供給設備効率化改修による省CO2促進事業」補助金を得ることを目指しつつ、工事資金を確保するため、利用者からも8月以降資金を徴収することを決めた。「弓ヶ浜温泉株式会社」はこの事業継承後、配管老朽化と契約者数減少を受け、弓ヶ浜の配湯事業から撤退した。また、町も特に老朽化した配管の本格復旧工事費の一部を補助する方針を決め、2021年9月の町議会定例会では弓ヶ浜温泉供給継続事業費補助金予算として2250万円が補正予算に盛り込まれた。

##### みなと湯
弓ヶ浜から徒歩約3分の場所には公営温泉浴場「みなと湯」（座標）がある。「みなと湯」の住所は南伊豆町湊972である。建物はレトロな外見の木造で、浴室は中庭が眺められるサンルーム式になっており、タイル張りの浴槽には木の縁取りがなされている。
「みなと湯」は昭和時代から湊区営の共同浴場として営業していたが、建物などの老朽化が堅調になったことから、移転と大規模改修を行うことになり、1992年から町営に移管された。1991年度の南伊豆町予算には「弓ヶ浜温泉公衆浴場建設」目的で6400万円が盛り込まれ、1992年3月20日に現行の建物（木造平屋建161.10 m2）が竣工した。それ以降、2010年度（平成22年度）までは弓ヶ浜温泉公衆浴場設置条例に基づき、湊区が委託契約者として管理・運営を町から委託されていた。
「みなと湯」は弓ヶ浜海水浴場に近いことから、地元客だけでなく観光客にも利用されており、2019年時点で例年約2万人に利用されていた。利用客の中心は周辺の民宿などに滞在する観光客だったが、年間5万人が利用した最盛期に比べ、2014年時点では利用客が半減しているとも報じられていた。2009年時点の利用者数は約31000人で、横ばいから微増傾向にあったが、2011年4月から下賀茂の町営温泉施設「銀の湯会館」とともに民間委託に切り替えられた。さらに2012年4月からは指定管理者制度を導入、静岡市にあるシダックスグループの「大新東ヒューマンサービス静岡支店」が指定管理者になった。
しかし2014年2月ごろからは設置から23年が経過したボイラーの老朽化により、あがり湯に利用するシャワーの温水給湯に支障をきたすようになり、ボイラー改修工事費用は町の負担になるため、一時は施設の廃止も検討された。結局、町が一般財源から390万円を支出してガス給湯に切り替えることで営業を継続した。その後、温泉の存続問題や施設の老朽化から、指定管理者が指定管理期間満了時には再度の指定を辞退したいという意向を表明、2020年4月以降は指定管理者制度の対象から外され、運営が不透明になったが、同月以降は湊区営に移管して営業を継続している。同月時点での入浴料は、大人600円小学生以下300円だが、町民や下田市民、東京都杉並区民は大人400円、子ども200円と割安になっている。2023年度の年間入浴客数は19240人で、月別入浴客数が最多の月は8月（3775人）、最少の月は4月（974人）である。

#### 各種マリンレジャーなど
弓ヶ浜では近隣の多々戸浜、入田浜、吉佐美大浜と同じく、一年中サーフィンが行われている。なお海水浴シーズン中は、青野川河口と浜を隔てる堤防から約200 m幅が「マリンスポーツエリア」に指定され、同エリアでは一般の海水浴は禁止される一方、サーフィン、SUP、シーカヤックなどのマリンクラフトはライフセーバー監視時間中（8時から17時まで）はマリンスポーツエリア以外では発着できなくなる。この取り組みは2014年に初めて試験的に行われ、船外機を使用しないシーカヤック、カヌー、サーフィンを海水浴シーズン中にも受け入れている。また海水浴のオフシーズンには、日本ジェットスキー協会の主催するジェットスキーの全国大会「JISBAジェットスキー大会」が2004年までに計10回開催されている。同協会の理事・黒田成彬によれば、弓ヶ浜は湾になっていることから波が安定しており、眺望も良いため、ライダーたちに好評であるという。
8月の最終週には、弓ヶ浜でビーチバレー大会が開催されていた。『静岡新聞』によれば、1991年から「ビーチバレーボールフェスタ」という大会がビーチバレーボールフェスタ実行委員会主催で開催されているが、南伊豆町では2016年までに同大会が18回開催されている。同大会は、宿泊客の確保や観光振興を目的とした大会で、参加条件は町内の民宿施設に宿泊することである。首都圏や静岡県内から多数の参加者がエントリーしており、優勝チームには町内の民宿の招待券などが贈られる。ただし、同大会は2019年を最後に2025年まで開催されていない。
石廊崎先端から南伊豆町の東側各海岸線（本瀬、大瀬、弓ヶ浜、逢ヶ浜など）からは初日の出の「御来光」を眺めることができる。
なお、静岡県は特定の区域におけるキヤンプの禁止に関する条例（昭和43年静岡県条例第25号）第3条第2項により、6月1日から9月30日までキャンプが禁止になる「キャンプ禁止区域」を指定しているが、弓ヶ浜海岸は海岸全体が同条例によるキャンプ禁止区域に指定されている。かつては弓ヶ浜周辺でも無料でキャンプができたが、キャンパーが船溜まりの木造漁船を燃料にしたり、浜を汚染したりといった被害が深刻になったため、1966年から1971年までは湊地区がキャンプ地の管理を行い、有料でキャンプを許可していた。しかしその後も海水浴シーズン中はキャンパーによる被害が収まらなかったため、1972年からは県条例により、6月1日から9月30日にかけてキャンプが禁止されるようになった。

## 教育・合宿拠点としての利用

### 臨海学校
弓ヶ浜は遠浅で波が静かなことから、1991年（平成3年）から遡って約20年前から関東地方を中心とした学校に臨海学校の拠点として利用されるようになった。
弓ヶ浜で長年にわたって臨海学校を開催している学校の1つとして、埼玉県の県立浦和高校がある。同校は1958年（昭和33年）から1年生を対象とした臨海学校を行っており、2024年（令和6年）時点で67回目である。当初は千葉県の勝山海岸で臨海学校を行っていたが、東京湾の水質悪化を受けて1968年（昭和43年）以降は弓ヶ浜で行うようになった。それ以降、同校は東日本大震災が発生した2011年（平成23年）まで水害や震災の直後を除いて毎年弓ヶ浜で臨海学校を開催していたが、2012年（平成24年）から2014年（平成26年）は南海トラフ巨大地震への懸念から、新潟県で臨海学校を開催していた。
また同様に弓ヶ浜で臨海学校を開催していた埼玉県立ふじみ野高校も、2013年（平成25年）からは新潟県で臨海学校を開催するようになったが、浦和高校は2015年（平成27年）から、ふじみ野高校も2017年（平成29年）からはそれぞれ再び弓ヶ浜で臨海学校を開催するようになっている。浦和高校校長の杉山剛士は、弓ヶ浜の魅力として長い砂浜や遠浅の海、風光明媚な土地柄、水泳指導に来るOBや地域の歓迎などの存在を挙げた上で、臨海学校を再び弓ヶ浜で開くようになった理由としては津波避難タワーの建設や、予想された津波の高さの変化を挙げている。また地元のホテル「河内屋」は50年以上にわたって浦和高校の臨海学校に協力しているが、同ホテルの会長はかつて臨海学校で弓ヶ浜を訪れた高校の卒業生が、大人になってから家族を連れて再び弓ヶ浜を訪れていると証言している。
このほか、後述のように東京都杉並区の区立小学校も弓ヶ浜で自然体験学習を行っている（後述）。

### スポーツ合宿
弓ヶ浜は昭和40年代前半から、温暖な気候、東京から近距離にあること、体力づくりに適した砂浜があること、海からの風が吹く中で練習できること、そして練習場が水田の中で事故が少なく、住民に迷惑がかからないことから、大学のアーチェリー部が弓ヶ浜の民宿を春季合宿の拠点として利用するようになった。1989年（平成元年）および1990年（平成2年）時点では、関東地方を中心に三十数大学ないし四十数大学がアーチェリー部の春季合宿を弓ヶ浜で行っており、南伊豆町の春の風物詩となっていた。しかし2002年（平成14年）から2003年（平成15年）にかけては減少傾向にあり、2002年は10校、2003年は7校のみにとどまっていた。
また冬場でも温暖な気候が足腰のトレーニングにあたって最適とされ、2023年（令和5年）から遡って約40年前から毎年、年末の弓ヶ浜では静岡県東部の複数の高校陸上部が合同合宿を行っており、この合宿の参加者からは箱根駅伝出場者など有名選手を多数輩出している。南伊豆町議会議員の谷正は「五輪に出た〔陸上競技の〕有名選手から、弓ヶ浜の砂浜が練習に適しているという話を聞いた」として、スポーツ合宿誘致に取り組む旨を表明している。

### 東京都杉並区との交流
弓ヶ浜の近くにあった共立湊病院の隣接地には、東京都杉並区が区内の虚弱体質、喘息、肥満などの児童（小学3年生から6年生）の健康回復を目的に、全寮制の東京都杉並区立南伊豆健康学園を1974年9月に設置した。同健康学園は湊781番地（座標）に所在していた。これを機に始まった南伊豆町と杉並区の交流は閉園後も続き、2012年9月14日には両自治体が災害時相互援助協定を締結している。また健康学園の開設以降、杉並区は2017年時点までに毎年、弓ヶ浜で区立小学校の6年生を対象とした自然体験学習を開催している。
しかし、同園は2011年から遡って10年前から廃園が検討されるようになり、また医療の進歩によって都内でも通学しながら喘息や肥満などの治療が可能になり、学園開設の所期の目的が達成されたことから、2010年11月に杉並区は事業仕分けで健康学園を「不要」と判定した。このため、健康学園は設立38年目の2012年3月に閉園した。開園から閉園までの卒園生は延べ1704人におよぶ。その後、同学園の跡地に杉並区立の特別養護老人ホームを建設する構想が浮上したが、県境を越えた特養を建設し、都市の高齢者を町に大挙して移転させると、町全体の高齢化、医療費など地元自治体の負担増が懸念されること、また建設予定地となった区有地（約16000 m2）は海抜5 - 6 mで、かつ弓ヶ浜海水浴場から数百メートルの距離にあることから津波被害が危惧される一方、富士箱根伊豆国立公園内にあることから、自然公園法施行規則により高さ13 mまでの建物しか建設できないことが課題となっていた。最終的に、特養は学園跡地ではなく、町中心部に近い同町加納の町有地（約6600 m2、海抜9 m）に建設されることになり、同時に町の健康福祉センターも建設されることとなった。同施設は2018年3月、「エクレシア南伊豆」としてオープンしている。一方で健康学園跡地は隣接する共立湊病院跡地や「弓ヶ浜クラブ」とともに、南伊豆町がサービス付き高齢者住宅や若者の居住棟を建設し、「生涯活躍のまち」（日本版CCRC）事業の拠点とする構想が浮上し、この事業は病院跡地売買の遅れを受けて計画変更を迫られた。一方、弓ヶ浜周辺でサテライトオフィスやお試し移住用の物件を探す動きもあり、2021年に町はテレワーク労働者向けの拠点として活用を図るべく、健康学園に隣接する旧杉並区職員寮（鉄筋コンクリート3階建て）を所有者の杉並区から借り上げ、全16室のうち10室をサテライトオフィスとして改修した。
また1980年（昭和55年）4月には、同園に隣接する移動教室用の「弓ケ浜学園」も設置され、区立小学校の移動教室自供を実施するための郊外施設として運営されてきた一方、移動教室実施期間以外の期間は区民の一般利用に供されていた。同施設の正式名称は「東京都杉並区立弓ヶ浜学園」で、湊781番地（座標）に所在していた。建物は鉄筋コンクリート地上3階、地下1階建てで、定員は131人、客室は27室だった。同学園は2002年4月から民営化され、東京ケータリング株式会社が運営する宿泊施設「弓ヶ浜学園」として移動教室などに利用されてきたが、2022年時点で築42年が経過し、老朽化が進んでいたことなどから、区民からの意見収集の結果などを踏まえ、2023年（令和5年度）末をもって廃止することが決まった。

## 課題点
青野川河口部と弓ヶ浜を隔てる導流堤の建設が進むにつれて、弓ヶ浜の砂浜は欠壊し始め、特に1960年代に入ってから導流堤に近い部分ほど著しく欠壊するようになった。その一方で導流堤の対岸部（右岸部）にある物揚場付近に砂州が形成されるようになった。その原因は、導流堤の建設によって洪水期に河口から排出されていた砂が海岸に供給されなくなり、その大部分が沖側に沈殿し、それが波によって導流堤の対岸（河口右岸部）の浅瀬付近まで押しやられ、そこに浅瀬が形成されるようになったためであると考えられている。2014年時点で南伊豆町から委嘱されて「ウミガメ監視員」を務めている男性（同年11月時点で73歳）は、1960年代以降に弓ヶ浜周辺の開発が急速に進行し、道路整備によって海岸近くの叢が消滅した影響で、風で吹き飛ばされた砂が叢で留められなくなったため、砂浜の面積が自身の子供のころの半分にまで減少したと語っている。また、弓ヶ浜に砂を運んでいる青野川で草刈りが十分になされなくなり、成長した草木が砂を堰き止めていることが弓ヶ浜への砂供給を妨げ、砂浜の減少の一因になっているという指摘もある。
1997年（平成9年）10月22日に静岡県熱海市で開催された「伊豆地域のみなとを考える市町村長懇談会」では、南伊豆町の担当者が弓ヶ浜の侵食対策を要望している。2012年（平成24年）12月には港湾空港技術研究所沿岸環境研究領域沿岸土砂管理研究チームが、弓ヶ浜の砂浜は30年前に比べて20 m減少・後退したと報告しており、その対策方法としては石籠などの設置、養浜などを提案している。南伊豆町議会議員の宮田和彦は、弓ヶ浜の砂浜減少対策を公約の1つとして掲げている。2011年9月の町議会では、宮田の答弁に対し町長の鈴木史鶴哉が、静岡県による2006年（平成18年）の調査では陸上部の砂浜は5年周期で10 m程度増減しており、復元すると考えられていると答弁している。一方で弓ヶ浜のある南伊豆町湊地区より南方にある南伊豆町下流地区の漁民からは、弓ヶ浜から流出した砂がアワビ・サザエ・イセエビなどの漁場となっている磯に流入し、穴を埋めている可能性が指摘されている。
手石港を管理している静岡県下田土木事務所は、手石港に出入港する漁船などにとって安全な水深を確保する目的で、港内の航路・泊地で浚渫事業を行っているが、2013年度（平成25年度）以降は浚渫した土砂の一部を養浜目的で弓ヶ浜に投入して有効活用している。同事務所は、2024年度（令和6年度）からの5年間で少なくとも58169 m3の浚渫を行う必要があるが、うち4000 m3程度（800 m3/年程度）が養浜事業整備材料として活用される見込みであると報告している。

## 近隣
浜の近くにある「休暇村南伊豆」（座標）「弓ヶ浜ロイヤルホテル」（座標）「いなとり荘・季一遊」（座標）の3つの建物は、いずれも2005年時点で4 - 5階建ての鉄筋コンクリート造であり、南伊豆町と災害時の使用協定を結んでおり、災害時には津波避難ビルとして無料で利用できる。
弓ヶ浜にある若宮神社（座標）の秋祭りでは「弓ヶ浜の祭太鼓」が打たれており、2000年には世界的に活躍する和太鼓グループ「鼓童」が国立劇場で開催された「日本の太鼓」の公演でこの「弓ヶ浜の祭太鼓」を上演した。

### 休暇村南伊豆
休暇村南伊豆（旧：南伊豆国民休暇村）は、南伊豆町湊889-1に所在し、弓ヶ浜海岸のマツ林の中に位置する宿泊施設である。
国立湊病院（後述）から厚生省国立公園集団施設課に譲渡された病院用地の一部28620 m2を利用して建設され、1969年（昭和44年）10月1日に開設された。全国で20番目の国民休暇村で、1992年時点では町内唯一の公営宿泊施設だった。また、2015年時点では伊豆・箱根では唯一の休暇村でもある。休暇村南伊豆は静岡県民だけでなく、首都圏や山梨県・長野県などからも多くの利用者が訪れており、弓ヶ浜のすぐ前という立地、温暖な気候、首都圏からの近さといった恵まれた要因に加えて、1992年からは閑散期となる9月以降に「伊勢エビまつり」など、地元の海の幸を格安で提供するパック商品の販売に力を入れていたことから、1993年に『日経流通新聞』で発表された各休暇村の客室稼働率では全国2位に入っていた。海水浴シーズンを中心に観光客でにぎわっており、94室、459人の収容力は1998年時点で全国最大だった。国立公園2種地域で宿泊施設などを建設する場合、自然公園法で建物の高さは13 m以下とされていたが、同休暇村は環境省から公園事業の認可を受け、30 mの高さまで建設が許される「宿泊マーク」指定を受けていた。また1992年7月の新館完成をきっかけに、公共の宿・温泉のブームも影響し、1993年度・1994年度には2年連続で宿泊者が10万人以上に達し、全国33カ所の休暇村でトップを記録した。同年5月23日には開業以来の宿泊客200万人を達成したが、これは当時全国に35カ所あった休暇村で初の到達である。開業40周年を迎えた2008年（平成20年）には約1年間をかけて旧来の本館と西館を解体し、新たな本館（鉄筋コンクリート造り6階建て、延べ床面積約4200 m2）を新築した上、残る東館も改装工事を行い、客室76室としたが、それまでに約270万人の利用客があった。ピークとなった1993年度には年間102000人が宿泊しており、その後は不況の影響で減少傾向にありながらも1997年度までに年間9万人前後が利用していた。
また南伊豆町はイセエビが名産品であるが、休暇村南伊豆のすぐ近くにある「青木さざえ店」（座標）では「伊勢海老天丼」や、小さなイセエビ2匹をトッピングした「伊勢えびラーメン」が人気メニューになっている。同店は2015年時点で60年以上続く海産物卸売業者が経営している食堂で、食堂に隣接する民宿も同じ業者が経営している。海水浴客が減少し始めた平成初期に、イセエビのグラタンやクリームコロッケなどといった洋食を取り入れた独自メニューを開発して集客を図ってきたという。

### 国立湊病院
第二次世界大戦終戦前は弓ヶ浜近くに、横須賀鎮守府に属する湊海軍病院が設置されており、下賀茂温泉から引湯した温泉を利用していた。
同病院は1922年（大正11年）5月、大日本帝国海軍によって当時の竹麻村で着工され、1923年（大正12年）に創設された。終戦後の1945年（昭和20年）に厚生省へ移管されて国立湊病院となり、1947年（昭和22年）には結核対策の一環として国立療養所湊病院となったが、1967年（昭和42年）には再び国立病院へ転換され、1995年（平成7年）時点では南伊豆町湊674（座標）に所在していた。なお、弓ヶ浜が観光地として発展していくにつれ、国立湊病院は医師と看護師不足によって患者数減少に悩まされるようになったため、1968年（昭和43年）に厚生省国立公園集団施設課に南側の地所28620 m2を譲渡し、この土地には1969年（昭和44年）10月に開業した国民休暇村（前述）が建設された。
同病院は内科・外科・小児科・婦人科・歯科など8科からなる総合病院で、伊豆半島南部唯一の公的医療機関だったが、慢性的な赤字経営が続き、1986年（昭和61年）1月9日に厚生省が発表した全国の国立病院・国立療養所の再編成計画で、湊病院は統合もしくは移譲対象として挙げられ、1997年4月1日には賀茂地区7市町村で構成する一部事務組合「共立湊病院組合」が設立され、同年10月1日には地域に数少なかった耳鼻咽喉科と眼科を新たに設置した上で共立湊病院として開院した。共立湊病院の所在地（座標）は湊674である。この時、国から土地や設備を無償で譲渡された一方、その条件として職員の4分の3以上の継続雇用を求められたため、旧病院職員（国家公務員）のほぼ全員が新病院職員（協会職員）として再雇用された。また病院敷地内には1999年1月から社会福祉法人「梓友会」が賀茂地区で3施設目となる特別養護老人ホーム「みなとの園」を建設し、同年12月20日に開業したが、その用地3400 m2は病院組合が無償で貸与した。「みなとの園」は2023年時点で、湊638-1（座標）に所在している。
その後、病院は築30年を経た建物の老朽化と東海地震対策の必要性から、2003年度には建て替えの検討が開始され、後に下田市中心部の県立下田南高校（2008年春閉校）跡地への移転新築構想が浮上した。一方で南伊豆町議会は同年「現在地での存続・充実を求める意見書」を可決し、移転反対の意思を表明していたが、病院組合を構成する賀茂地区6市町のうち、南伊豆町以外の5市町は交通利便性の向上や救急医療面の効果への期待などから、移転におおむね賛成する姿勢を示した。そして2012年（平成24年）5月1日、共立湊病院は下田市六丁目へ移転して「下田メディカルセンター」に改称した。一方で旧病院敷地には静岡メディカルアライアンス（下田メディカルセンターの指定管理者）が運営する形で、内科の診療所「下田メディカルセンター付属みなとクリニック」が建設され、5月2日に開院した。同クリニックは2023年時点で、湊674（座標）に所在している。一方で病院の旧建物は2012年の移転以来、使われていなかったが、2023年10月から2024年11月末にかけて解体工事が実施された。一方で跡地利用については、町が地方創生の中核事業に位置づけていた「CCRC（生涯活躍のまちづくり）計画」の拠点として整備を予定し、賀茂地区6市町で構成される一部事務組合下田メディカルセンターと売買交渉を進めていたが、土壌汚染が見つかったことから、土地売買価格が当初の提示額である3億2800万円から4億2000万円に高騰したこと、また旧病院建物の解体が遅れ、国の地方創生推進交付金の活用が困難になったことから、2019年6月4日に南伊豆町長の岡部克仁が土地の取得を断念することを表明した。その後、下田メディカルセンターの一部事務組合が約4万 m2のうち2万 m2程度について、サウンディング型で活用策を募集するなどしているが、津波浸水想定区域に立地することなどから、2025年7月時点でも跡地活用の方法は決まっていない。

### 逢ヶ浜
弓ヶ浜の東方には逢ヶ浜（おうのはま、座標）という岩場の広がる海岸がある。かつて、この海岸は「姪の浜」「蛸の浜」とも呼称されていた。
逢ヶ浜は弓ヶ浜と盥岬の中間に位置しており、弓ヶ浜の東方に突き出た「高見山」という岬の向かいにある。逢ヶ浜は弓ヶ浜の最寄りバス停である「休暇村」バス停（後述）から徒歩約10分の場所に位置しており、弓ヶ浜の南東端から磯を歩くことで到達できる。弓ヶ浜から逢ヶ浜への徒歩での所要時間は約3分である。
逢ヶ浜は海岸線付近まで山や断崖が迫り、流入河川もないため、陸域からの影響を受け難いと考えられている。また、周辺後背地には自然林が残されている。このような大型海藻群落が形成されている理由としては、外海に面していて潮通しが良い一方、沖合にある岩根が波浪など外海からの不可抗力の影響を受けにくくしているためであると考えられている。逢ヶ浜の一帯は丸石が多く、雀岩（座標）、姑岩（座標）、エビ穴（座標）といった奇岩が点在している。「雀岩」「姑岩」は沖合200 m付近から海上高く突出し、沿岸と沖合を隔てる形で存在している岩根で、その周囲は水深4 - 5 m程度になっている一方、これら2つの岩根と潮下帯の間には水深が7 - 8 mまで深くなる場所がある。またこの2つの岩根は互いに約40 m程度離れており、その間は潮通しの良い水路である。
逢ヶ浜は海底火山からの噴出物によって形成された岩礁海岸で、2013年時点から遡って1000万年 - 200万年前の白浜層群に属しており、火山活動で隆起した海岸と考えられている。逢ヶ浜の地層は海底溶岩流や水底土石流による凝灰角礫岩で形成されており、その地層をマグマが貫いたことで放射状節理が形成されている。これらの地層を貫く岩脈は須崎安山岩類とされる。この放射状の柱状節理は盥岬遊歩道の登り口付近に位置しており、数百万年前の海底火山活動で誕生したものと考えられている。マグマは冷えて固まると少し縮み、冷やされた側から節理（隙間から生じた割れ目）が伸びていくという性質があるが、逢ヶ浜の節理は四方から冷やされたため、遅れて冷えた中心部分へと割れ目が伸びていき、放射状の節理が形成されたとされている。このような奇岩に加え、晴天時に海底の砂が日光を反射することによって青く輝く海も絶景と評される。干潮帯直下から水深5 m付近までは安定した岩盤が続く一方、それより沖合の深い海底は粒径の比較的大きな荒砂によって構成される砂質底である。
1839年（天保10年）には当時の湊村に設置されていた神社が移設再建される形で、海の神を祀る「龍権神社」が逢ヶ浜に建立され、海上・海中の安全、大漁満作、町内安全を司るとして地元の漁業者らから信仰されている。また歌川広重の作品『不二三十六景』の1作である「伊豆の海浜」は、この逢ヶ浜から眺めた富士山の風景を参考に描かれたものと考えられている。逢ヶ浜では1972年（昭和47年）にアラビア石油が土地を買収し、鹿島建設が中心となってリゾート開発を行おうとしたが、国立公園であることから規制が厳しく、開発は最終的に断念されている。
逢ヶ浜にはハマダイコンが群生しており、3月から4月ごろにハマダイコンの花が、11月ごろにツワブキとイソギクの花がそれぞれ見頃を迎える。ハマダイコンは伊豆南部の海岸各所で群生が見られるが、逢ヶ浜はその代表的な名所の一つである。逢ヶ浜のハマダイコンは一時激減したが、開花後に採取した種子を蒔いたことで復活したという。
また逢ヶ浜は伊豆半島の田牛、志摩半島の御座の海中林とともに、東海地方の藻場の中でも海藻の現存量や多様性が高く、良好な状態に保たれている藻場であると評されている。マメタワラ、アラメ、カジメなどの海草・海藻の生息地として、環境省により生物多様性の観点から重要度の高い湿地（重要湿地）の「伊豆半島南東部沿岸」に選定されている。海岸線から200 m前後の比較的狭い海域で、日本沿岸の温帯域に代表的な複数の大型海藻群落（ヒジキ、ホンダワラ、テングサ、アラメ・カジメなど）が見られ、藻場にはチャガラなど小型魚類の群れや大型のメバルが見られ、岩盤の割れ目や査定と岩盤の境界には、それぞれウニ類やナマコ類が見られる。湊地区では貴重なイセエビ、アワビ、サザエの漁場でもある。
弓ヶ浜とは異なり、逢ヶ浜は夏の海水浴シーズン中も海水浴客は少ないが、シュノーケリング、地層や磯の生き物の観察に適している。特に大潮の干潮時にはトンボロ現象により、沖合約100 mにある雀岩まで潮が引いて海底が露出するため、足を濡らさずに歩いて渡ることができる。加えて干潮時には沖の岩と本来の海岸線との間にタイドプールができ、様々な小魚や海岸の小動物を観察することができる。南伊豆町で自然体験プログラムを開いている団体「エコサーファー」代表の堀直也によれば、逢ヶ浜には約33000種の生物が生息しているという。また海女が漁をする姿も見られる。南伊豆休暇村が近くにあるため、観光客が散歩などで訪れることも多い。

## 交通アクセス
東海バス「下田駅」バス停（伊豆急下田駅前）から「休暇村経由石廊崎オーシャンパーク行き」に乗車し、「休暇村」バス停で下車。「下田駅」から「休暇村」までの所要時間は約25分。自家用車による所要時間は、下田市街地から約20分、下賀茂温泉から約5分である。東名高速道路の沼津インターチェンジ (IC) からの距離は国道414号・国道136号経由で約80 km。
1990年（平成2年）時点では、7月下旬から旧盆にかけて東京方面から南伊豆地区を訪れる多数の海水浴客により、同地区を走る国道135号や国道136号で交通渋滞が慢性化しており、特に伊豆急下田駅前から弓ヶ浜までの道路（国道136号など）は伊東市から下田市白浜までの国道135号とともに、車両が十数 kmにわたって数珠繋ぎになるような大渋滞も起こるような交通の難所として知られていた。
かつては伊豆急マリンが下田 - 弓ヶ浜間の航路を運航していた。この航路は夏場になると弓ヶ浜の交通混雑が激しくなることを受け、伊豆急マリンが観光客誘致を狙って開設したもので、就航当初は1986年（昭和61年）7月から8月の海水浴シーズンに下田 - 弓ヶ浜間を5往復/日、その他の海水浴シーズンには3 - 5往復/日、閑散期には下田 - 弓ヶ浜 - 石廊崎間に不定期で運航する予定と報じられた。
また1982年（昭和57年）からは、太陽レクリエーションセンターが東京・新宿を23時に出発して白浜・外浦・吉佐美・大浜などの海水浴場を経由し、翌朝7時に弓ヶ浜へ到着する夜行バス「伊豆レインボー号・夜行バス」を運行しており、国鉄・私鉄などを利用するより割安になることに加え、早朝から海水浴場に到着して海水浴ができることなどから、1985年（昭和60年）には5000人が利用しており、大学生やOL、自動車運転免許を取得できない女子中高生から人気を集めていたと報じられている。

## その他
大映が制作した映画『金色夜叉』（1954年）の劇中では、熱海の海岸として弓ヶ浜が用いられている。
2007年には、伊豆半島南部の被災地に陸路で救援部隊が入れない場合を想定し、海上自衛隊の輸送艦「くにさき」を弓ヶ浜海岸の3 km沖合に停泊させ、2隻のエア・クッション型揚陸艇で災害支援に当たる車両（大型トラック、水トレーラー、炊飯トレーラーなど）や陸上自衛隊員を上陸させるという訓練が行われた。同年当時の南伊豆町長・鈴木史鶴哉は、弓ヶ浜は海上からの災害支援人員の輸送に適していると評している。
南伊豆町は1995年（平成7年）、弓ヶ浜や奥石廊崎など町内の代表的な風景写真の入った名刺の台紙5種類を作成し、町の全職員がこれを利用することで積極的に町をPRしようと試みていた。